# Костел Святої Гертруди
Костел Святої Гертруди (лит. Šv. Gertrūdos bažnyčia) — католицький храм в Старому місті Каунаса. Є одним із найстаріших зразків цегляної готики у Литві.

## Історія
Точний рік побудови храму невідомий, приблизне датування — XV століття. У 1503 році, великий князь литовський Олександр Ягеллончик зробив його парафіяльним храмом Каунаса. В середині XVI століття до будівлі була прибудована дзвіниця. Під час Московсько-польської війни, в 1655 році, храм зазнав значних пошкоджень і був відновлений тільки в 1680 році. Приблизно в 1750-му до костелу прибудували дерев'яний госпіталь.
У 1782 році почалися роки забуття, коли в костелі служили й проживали всього 5 ченців Ордена святого Роха. У 1794 році костел був повторно освячений, а в 1796-му проведено його оновлення: встановили орган і облаштували житлові приміщення для настоятеля.
У 1812 році в Каунасі сталася велика пожежа, під час якої постраждав і костел святої Гертруди. Будівля госпіталю була знищена вогнем повністю, і в 1824 році храм передали сестрам Ордена дочок милосердя. Після Січневого повстання, в 1864 році, монастир закрили. У 1880 році були знесені руїни шпиталю, а в 1921 році костел передали конгрегації маріан, яка заснувала поруч з ним свій монастир.
У роки радянської влади костел не діяв. У ньому розміщувався склад медичного обладнання. У 1988 році будівлю планувалося знести, проте цьому завадила громадськість.
У 1991 році, після відновлення незалежності Литви, храм був повернений ченцям. Відновилися меси, а в 1992 році була проведена реставрація монастиря і костелу. У 1997 році художник Вайдотас Квашис створив у храмі скульптурне зображення хресного шляху Ісуса Христа.